# Rustaq (Afghanistan)
Pour les articles homonymes, voir Rustaq.
Rustaq est une ville du nord de l’Afghanistan de plus de 12 500 habitants au recensement de 2013[réf. nécessaire].
Rostaq possède un climat méditerranéen fait d'étés chauds (classification climatique de Köppen).